# Oliva lecoquiana
Oliva lecoquiana is een slakkensoort uit de familie van de Olividae. De wetenschappelijke naam van de soort is voor het eerst geldig gepubliceerd in 1857 door Ducros de Saint Germain.